# Natasha Korsakova
Natasha Korsakova (russisch Наташа Корсакова, Natascha Korsakowa; * 24. Januar 1973 in Moskau) ist eine in der Schweiz lebende Violinistin und Schriftstellerin.

## Leben
Natasha Korsakova ist die Tochter des russischen Violinisten Andrei Korsakow (1946–1991), einem Nachfahren von Georgi Michailowitsch Rimski-Korsakow, und der russisch-griechischen Pianistin Iolanta Miroschnikowa. Ihr Adoptivvater ist der italienische Journalist und Schriftsteller Antonio Caprarica, langjähriger Englandkorrespondent der RAI.
Korsakova spricht fünf Sprachen fließend (russisch, deutsch, italienisch, englisch, dänisch).
Die Künstlerin lebt mit ihrem Lebensgefährten, dem Violinisten Manrico Padovani, im Schweizer Kanton Tessin.

## Beruflicher Werdegang
Korsakova erhielt im Alter von fünf Jahren ihren ersten Unterricht auf der Violine durch ihren Großvater. Ihr Studium begann sie bei ihrem Vater Andrej Korsakow am Moskauer Konservatorium. Nach seinem Tod siedelte sie nach Deutschland über und setzte ihre Studien fort, zunächst bei Ulf Klausenitzer in Nürnberg, später bei Saschko Gawriloff in Köln.
Bereits in jungen Jahren nahm sie erfolgreich bei verschiedenen internationalen Wettbewerben teil. Sie erhielt unter anderem die Silbermedaille beim Henryk-Szeryng-Wettbewerb 1997 und war Preisträgerin des Stradivari-Wettbewerbs in Cremona 2001.
In dieser Zeit begann sie auch ihre internationale Konzerttätigkeit, bei der sie unter anderem als Solistin auf Konzerttourneen des Staatlichen Russischen Kammerorchesters, des Akademischen Staatsorchesters Russlands und der Moskauer Philharmonie mit den Dirigenten Jewgeni Swetlanow und Wassili Sinaiski zusammenarbeitete.
1994 folgten ihre Debüts in der Berliner Philharmonie, im Leipziger Gewandhaus und in der Kölner Philharmonie. 1996 debütierte sie in London und 1997 in einem Festkonzert zu Ehren Dmitri Schostakowitschs in Paris. Zu den Konzerthöhepunkten 1998 zählt ein Konzert unter der Leitung Mstislaw Rostropowitschs, in welchem sie das Violinkonzert von Ludwig van Beethoven spielte, sowie eine Einladung zu Gidon Kremers Lockenhaus-Festival. 1999 spielte sie erstmals im Concertgebouw in Amsterdam.
Neben ihrer Konzerttätigkeit in Deutschland und Russland führten sie ihre Gastspiele in europäische Länder, Amerika sowie Japan. 1998 wurde sie in Chile als Künstlerin des Jahres ausgezeichnet. Nach einem Rezital vor dem italienischen Staatspräsidenten und mehreren Konzerten in Mailand wurde Korsakova im Juli 2008 als Künstlerin des Jahres in Italien mit dem „Premio Catullo“ ausgezeichnet.
Höhepunkte der folgenden Jahre waren u. a. das Konzert in Sala Nervi in Vatikan, in Anwesenheit des Papstes Benedikt XVI., mit ihrem Lebensgefährten, dem schweizerischen Violinisten Manrico Padovani (2011). Das Event fand in Verbindung mit der Audienz für die Fondazione Sorella Natura statt. Die Violinistin ist auch Gast bei italienischen Fernseh-Talkshows, u. a. bei RAI und SKY TV. Sie war Teilnehmerin der Internationalen Konferenz „21 Minutes Knowledge of Excellence“ in Mailand im November 2010. Unter den Teilnehmern waren David Gross (Nobelpreis für Physik 2004) und Susan Polgar (Schach-Großmeisterin).
Korsakova ist regelmäßiger Gast bei internationalen Festivals, wie Uto Ughi per Roma, den Ludwigsburger Festspielen, Incontri Asolani, Schleswig-Holstein- und dem Lockenhaus-Festival.
Komponisten wie Daniel Schnyder und Robert Vinson widmeten der Künstlerin ihre Violinkonzerte „Mozart in China“ bzw. „Concerto in F – Tribute to G. Gershwin“.
Korsakova hat auch ihr Debüt als Romanautorin gegeben. „Tödliche Sonate – Ein Fall für Commissario di Bernardo“, erschienen im Oktober 2018 im Heyne Verlag, München, erzählt vom gewaltsamen Tod einer einflussreichen römischen Musikagentin und seiner Aufklärung. Ein weiterer Krimi der Serie namens „Römisches Finale – Ein neuer Fall für Commissario Di Bernardo“ erschien 2019.

## Instrumente
Korsakova besitzt und spielt zwei Violinen des französischen Geigenbauers Jean Baptiste Vuillaume, darunter eine Stradivari-Vuillaume „Messiah“ von 1870.

## Mitgliedschaften
Seit 2011 ist Korsakova Kulturbotschafterin der „Fondazione Sorella Natura“ in Assisi, Italien.

## Auszeichnungen
- 1996: „Russische Muse“
- 1997: Silbermedaille beim Hendryk-Szeryng-Wettbewerb
- 1998: „Künstlerin des Jahres“ in Chile
- 2001: Preisträgerin beim Stradivari-Wettbewerb in Cremona
- 2008: Premio Catull Mailand „Künstlerin des Jahres“

## Musikalische Veröffentlichungen
CDs:
- Natasha Korsakova / Andrei Korsakov: Violindoppelkonzert von Bach (Live 1990)
- Natasha Korsakova / Kira Ratner (p): Opera Fantasies (2007)
- Natasha Korsakova / Orchester des 13. Tons: Mozart in China (2012)
- Natasha Korsakova / North Czech Philharmonic Orchestra: Gershwin and more (2013)
- Natasha Korsakova / Orquestra Filarmonica Queretaro: Beethoven (2014)
- Natasha Korsakova / Manrico Padovani: Tabula Rasa – Violindoppelkonzerte (2016)

## Kriminalromane
- Tödliche Sonate. Roman. Heyne, 2018, ISBN 9783453422674.
- Römisches Finale. Roman. Heyne, 2019, ISBN 9783453423633.
- Di Bernardo. Roman. Septime, 2023, ISBN 978-3-99120-024-6.

## Rezeption
„...die international eine der gefragtesten Geigerinnen ihrer Generation ist. Die fünfsprachige Stargeigerin kam mit 19 Jahren nach Deutschland und verliebte sich sofort in die deutsche Sprache. Ihr Name steht für ausgefeilte Technik, ausgeprägtes Stilgefühl, unglaubliche Bühnenpräsenz und ein unwiderstehliches Charisma.“